# Casa de Gabriel y Galán
La Casa de Gabriel y Galán es un edificio de la ciudad española de Piedrahíta, perteneciente a la provincia de Ávila, en Castilla y León.

## Descripción
Se trata de un conjunto arquitectónico formado por dos edificios de épocas y estilos distintos, unidos por un patio común. La parte más antigua corresponde a la tipología tradicional de casa solariega con planta en forma de U, fachada principal de sillería irregular y vanos adintelados a excepción del balcón, que se resuelve con un arco conopial. La construcción más moderna, adosada al patio, es de planta rectangular con unos revocados y huecos y esquinas recercados. Como posible autor de este edificio se ha citado a Jaime Marquet.
El 29 de mayo de 1981 fue incoada su declaración como monumento histórico-artístico, resolución publicada en el Boletín Oficial del Estado el 27 de agosto de dicho año. Fue declarado finalmente bien de interés cultural con la categoría de monumento el 11 de marzo de 1993, en un decreto publicado el 16 de marzo en el Boletín Oficial de Castilla y León y el 16 de abril en el BOE.
Desde comienzos de la década de 2010 alberga una biblioteca, un archivo municipal y una hemeroteca, entre otras utilidades. Debe su nombre al poeta José María Gabriel y Galán, que residió en ella unos años.